# NAS4Free
NAS4Free is een softwarepakket waarmee op eenvoudige wijze gebruikmakend van pc-hardware een NAS-server opgezet kan worden. NAS4Free is de voortzetting (dus anders dan veelal gedacht geen 'fork') van FreeNAS.
Sinds de overname door iXsystems is deze eigenaar van de naam FreeNAS, wat tot gevolg had dat de originele FreeNAS-code niet verder ontwikkeld mocht worden onder deze merknaam. Omdat iXsystems niet het auteursrecht van FreeNAS in zijn bezit kreeg, besloot Olivier Cochard-Labbé, de bedenker en auteursrechthebbende van FreeNAS, de code van FreeNAS 0.7.2 te schenken aan het project NAS4Free onder leiding van Michael Zoon.
In maart 2012 onderging deze software dan ook een naamswijziging en maakte deze een doorstart onder de naam NAS4Free.
De basis van NAS4Free is een uitgeklede versie van het besturingssysteem FreeBSD, aangevuld met een eenvoudige installatie- en configuratieprocedure. Het merendeel van de configuratie kan via een webbrowser vanaf een andere computer gebeuren. De NAS4Free-server zelf heeft, behalve tijdens de installatie, geen toetsenbord, muis of beeldscherm nodig.

## Algemeen
De systeemeisen van NAS4Free zijn vrij bescheiden: er is minimaal 256 MB RAM nodig voor een volledige installatie of 384 MB RAM voor een embedded installatie, ook de harde schijf heeft minimaal 128 MB nodig voor een embedded installatie of 400 MB bij een volledige. Ook is er een cd-rom waarvan opgestart kan worden. Daarnaast is een floppy, USB-stick, CompactFlash of een harde schijf nodig om configuratiegegevens op te slaan. Als alternatief kan het hele pakket ook op een USB-stick of een harde schijf geïnstalleerd worden. De gehele installatie heeft minder dan 128 MB (embedded) of 320 MB (volledig) nodig. Daarnaast zijn er natuurlijk nog schijven nodig die als opslag gebruikt kunnen worden.

## Ondersteuning
- De gangbare hardeschijfinterfaces zoals IDE, SCSI en USB
- Protocollen: CIFS (samba), NFS, FTP, SSH, RSYNC, AFP, UPnP, iSCSI (initiator en target).
- NUT UPS-ondersteuning
- S.M.A.R.T.-ondersteuning
- RAID-0, -1 of -5 (gebruikmakende van GEOM)
- Extensie voor SlimServer (SlimNAS)
- Extensie voor XBMC (CcXstream)
- Dynamic DNS-client met DynDNS, ZoneEdit,No-IP
- SNMP-monitoring.
- E-mailberichtgeving
- Beheer van groepen en gebruikers
- Schijfencryptie met GELI
- GPT/EFI voor partitionering van harde schijven groter dan 2 TB
- Bestandssysteem:
  - UFS, Ext2/Ext3 met volledige ondersteuning
  - NTFS beperkte schrijf- en leesondersteuning
  - FAT32 (enkel lezen)
  - ZFS met volledige ondersteuning.

## Alternatieven
- TrueNAS, een BSD-distributie ontwikkeld door iXsystems
- OpenMediaVault, een Linuxversie gebaseerd op Debian en NAS4Free
- Rockstor, een NAS op basis van CentOS
- Openfiler
- StarWind, een commercieel product
- NASLite, een commercieel product
- CryptoNAS, een NAS speciaal voor geëncrypteerde partities (Debian-gebaseerde live-cd)
- Darma Nas OS